# Kamil Stachowiak
Kamil Stachowiak (ur. 12 lipca 1986 we Wrocławiu) – polski szachista, mistrz międzynarodowy od 2011 roku.

## Kariera szachowa
Wielokrotnie startował w finałach mistrzostw Polski juniorów w różnych kategoriach wiekowych, w 1996 r. w Żaganiu zdobywając brązowy medal w kategorii do 10 lat. W 2009 r. zwyciężył w finale Pucharu Wrocławia. Normy na tytuł mistrza międzynarodowego wypełnił w Frydku-Mistku (2010, I m.), Katowicach (2010, ekstraliga seniorów) oraz Wrocławiu (2010/11, turniej WSB Cup IM, dz. I m., wspólnie z Michałem Matuszewskim). W 2011 r. podzielił III m. (za Bartłomiejem Macieją i Wołodymyrem Małaniukiem, wspólnie z m.in. Łukaszem Cyborowskim i Kamilem Dragunem) w VI Turnieju Klubu Polonia Wrocław. W 2012 r. podzielił I m. (wspólnie z m.in. Zigurdsem Lanką i Geraldem Hertneckiem) w otwartym turnieju w Görlitz oraz podzielił II m. (za Łukaszem Cyborowskim, wspólnie z m.in. Mirosławem Grabarczykiem) w turnieju Polonia Wroclaw Chess Cup - GM Tournament we Wrocławiu.
Najwyższy ranking w dotychczasowej karierze osiągnął 1 lipca 2013 r., z wynikiem 2477 punktów zajmował wówczas 35. miejsce wśród polskich szachistów.